# Mimacanthocinus tonkinensis
Mimacanthocinus tonkinensis är en skalbaggsart som beskrevs av Stefan von Breuning 1958. Mimacanthocinus tonkinensis ingår i släktet Mimacanthocinus och familjen långhorningar. Inga underarter finns listade i Catalogue of Life.